# Tapacul de la puna
El tapacul de la puna (Scytalopus simonsi) és una espècie d'ocell de la família dels rinocríptids (Rhinocryptidae).

## Hàbitat i distribució
Habita el sotabosc de la selva humida de muntanya als Andes des del sud-est del Perú fins a la Bolívia central.